# Guildford (Surrey)
Guilford (pronunciat /ɡɪlfərd/) és un municipi del Regne Unit, que pertany al comtat de Surrey (Anglaterra), del qual és la capital. És la seu del districte electoral homònim (borough of Guildford).

## Geografia

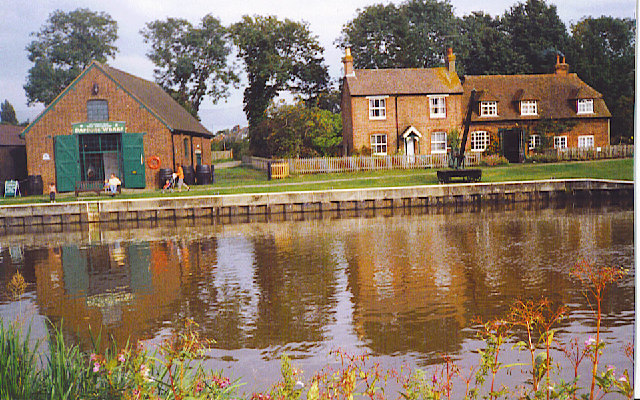
Moll de Guilford, a la vora del Wey.

Guilford està situada en una vall enmig de la cadena de muntanyes calcàries anomenada North Down, per on passa el riu Wey, una obertura que formava part del Harrow Way un camí emprat des de la prehistòria per anar de la costa oest a la costa est de la Gran Bretanya. Aquesta secció de la Harrow Way, es també coneguda com "la ruta dels pelegrins" i té a la banda oest un turó anomenat Strata regia de Geldedone i a la banda est un altre turó, el Guildown on estan les ruïnes del castell.

## Nom
En època anglosaxona el nom s'escrivia Guldeford (s.X) i Geldeford (s.XI); això fa pensar que el topònim es va formar amb la unió de "gold" («or») i "ford" («gual»), però atès que en aquest lloc no hi ha mines d'or els etimologistes creuen que la primera part es podria referir a un tipus de flor o a un tipus de sorra que estaria en la zona d'un gual del riu Wey. Una antiga taverna d'aquesta ciutat s'anomenava "Sanford Arms" i que és un nom format per una forma apocopada de "sand" («sorra») més "ford", cosa que coincideix amb la teoria de la sorra daurada com a significat del nom de la ciutat.

## Història
Guilford devia ser un lloc poblat amb continuïtat des de l'antiguitat, ja que s'han trobat eines pròpies de la cultura celta de l'edat del bronze i les restes d'una vil·la romana.

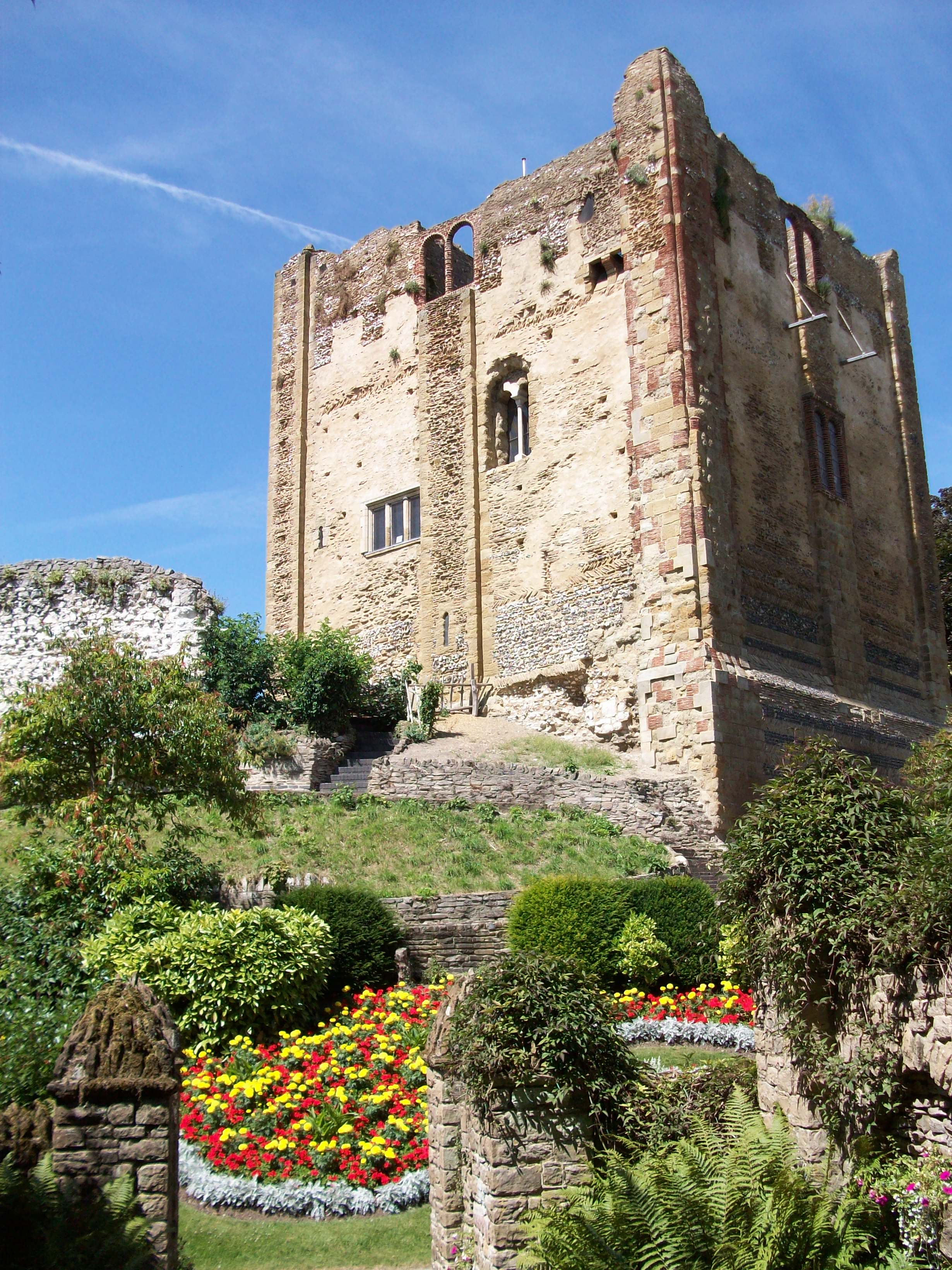
Castell de Guilford

Alfred el Gran, el primer rei anglosaxó va esmentar la ciutat en el seu testament. Des de l'any 978 s'encunyava moneda a Guilford. El castell és d'època normanda, però encara que no hi ha documents que ho confirmin podria ser que abans hi hagués un de fusta, i està situat tot just per vigilar el gual del riu. En el Domesday Book consta com a propietat del rei Guillem el Conqueridor i estava arrendat a 175 famílies que donaven un rendiment de 32 lliures.
Al segle xiv es va construir un saló gremial (Guildhall) que encara es conserva. El 1619 l'arquebisbe George Abbot va fundar un hospici. El 1653 es van acabar les obres que permetien la navegabilitat al riu Wey fins al riu Tàmesi, cosa que va afavorir els negocis a la ciutat. En el poble veí de Chilworth es van instal·lar quatre fàbriques de pólvora, que transportaven per les 4 milles de distància fins a Guilford on pagaven la taxa per emprar el canal i portar-la a altres llocs, per exemple a França durant la revolució. Al segle xix diverses companyies de ferrocarril van construir una estació a 10 milles del centre (6 km)

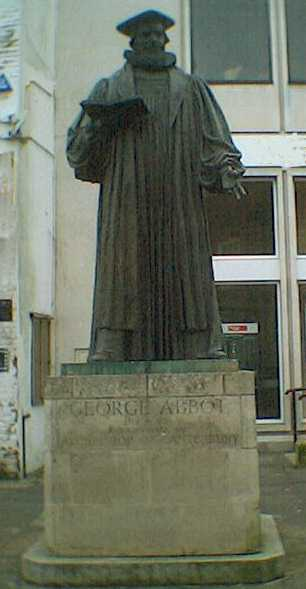
L'estàtua de George Abbot al carrer major

El 1820, la matinada del dia que se celebrava la Nit de Guy Fawkes, un grup de joves que havien estat acusats l'any anterior en els sermons dels puritans de cometre diversos delictes menors, van atacar la ciutat amb torxes i garrots. En els anys següents es va intentar prohibir la festa però no va ser possible i els aldarulls van continuar fins al 1865.
El 1882 dos germans que havien heretat del seu pare una botiga de vins i licors es van adherir a les doctrines del moviment abstemi impulsat per l'irlandès John Edgar i van abocar enmig del carrer totes les begudes que tenien. Després van transformar el negoci en una lleteria i el 1906 van crear una fórmula per a fer llet en pols per a nadons, enregistrada amb la marca Cow & Gate.
Durant la Segona Guerra Mundial el consell del comtat va aprovar la construcció de 18 refugis antiaeris. Un d'aquests es va fer en una antiga pedrera i tenia capacitat per acollir 1000 persones. Encara es conserva i s'obre a les visites un cop a l'any.
El 5 d'octubre del del 1974, l'IRA Provisional va fer escatar explosius en alguns pubs de Guilford. Aquest atemptat anava adreçat als soldats anglesos que freqüentaven els pubs. Es van detenir quatre sospitosos que negaven tenir cap relació amb els fets i 1989 van aconseguir ser alliberats.

## Capital del comtat
Guilford té una consideració una mica peculiar que no coincideix amb la típica organització britànica.
Encara que Guilford és la capital del comtat, els edificis administratius estan situats a Kingston upon Thames, una ciutat que abans formava part del comtat de Surrey però ara forma part del Gran Londres. L'estatus de capital li va donar el rei Enric VII al mateix temps que la va nomenar custòdia de les mesures oficials.

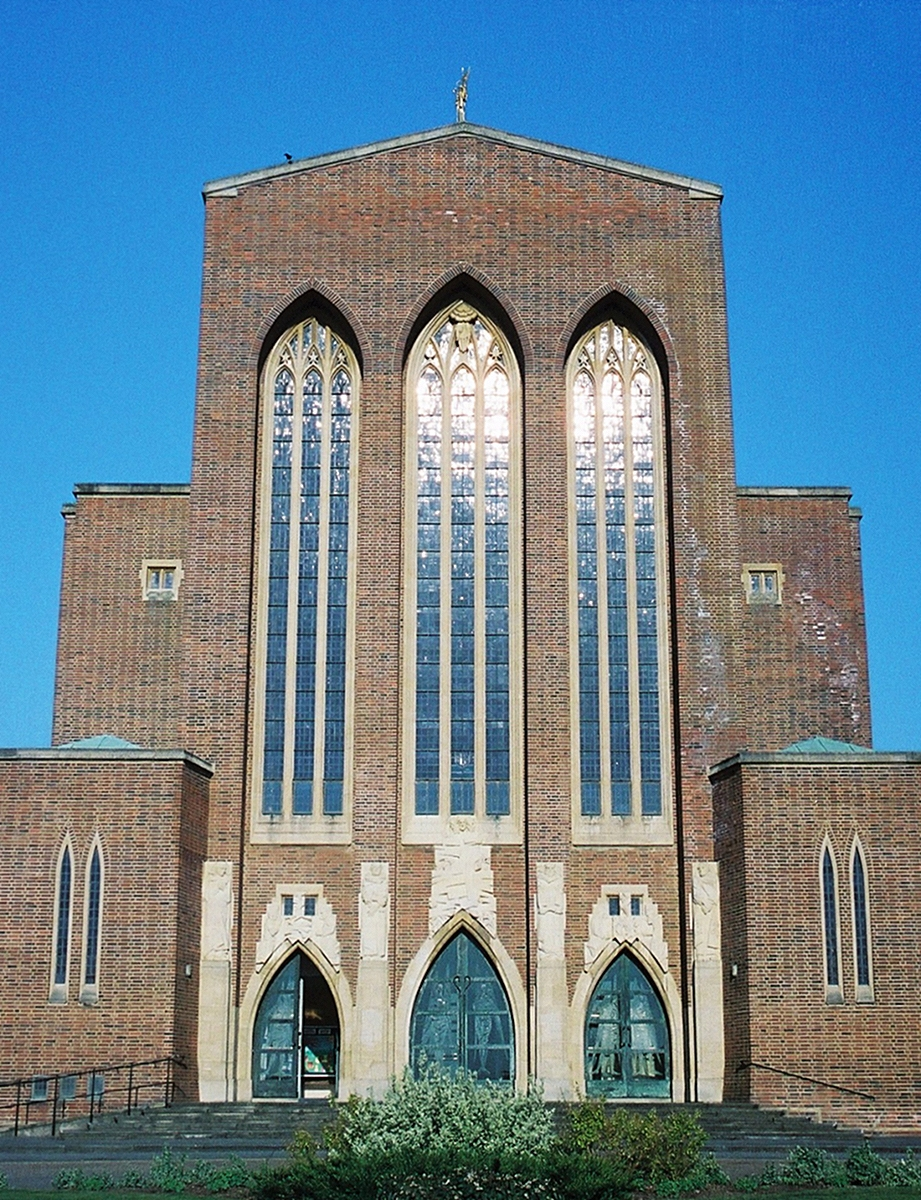
Catedral de Guilford

Tradicionalment el fet de tenir una catedral donava a un municipi l'estatus de ciutat, però aquesta no va ser consagrada fins al 1961; la diòcesi de Guilford es va crear el 1927, ja que anteriorment les seves parròquies pertanyien a la diòcesi de Winchester.
Dins el districte de Guilford estan inclosos els següents barris i poblacions:
Bellfields, Burpham, Charlotteville, Guildford Park, Dennisville, Jacobs Well. Merrow, Onslow, Park Barn, Stoughton, Slyfield, Stoke i Westborough.

## Clima
Com a la resta de Surrey, Guildford té un clima marítim amb estius frescs i hiverns temperats. L'estació meteorològica més propera està a Wisley, a unes 6,5 milles (10 km) al nord-est. La temperatura màxima enregistrada és de 37.8 °C (100 °F) durant l'agost del 2003 i la mínima és de −15.1 °C (4.8 °F) durant el gener del 1982. En aquesta estació es va enregistrar la temperatura màxima de tot el Regne Unit el juliol del 2006, 36.5 °C (97.7 °F). Després del 1982 la temperatura més baixa enregistrada ha estat −12.6 °C (9.3 °F) durant el desembre del 2010.

## Economia
L'economia de Guilford es basa en el comerç i els negocis. Segons va publicar el Financial Times l'any 2011, hi estan instal·lades les 500 companyies internacionals més importants i s'ocupen de matèries diverses: electrònica, cinema, informàtica, productes cosmètics, etc. Cal destacar una fàbrica de xassís per automòbils, una altra de camions de bombers i de vehicles per a l'exèrcit. Una secció del polígon industrial està ocupat per empreses que es dediquen a la investigació, entre elles una que col·labora amb la construcció de satèl·lits.

## Agermanaments
Guilford té relacions d'agermanament amb:
- Freiburg (Alemanya)
- Mukono (Uganda)

## Llocs d'interès

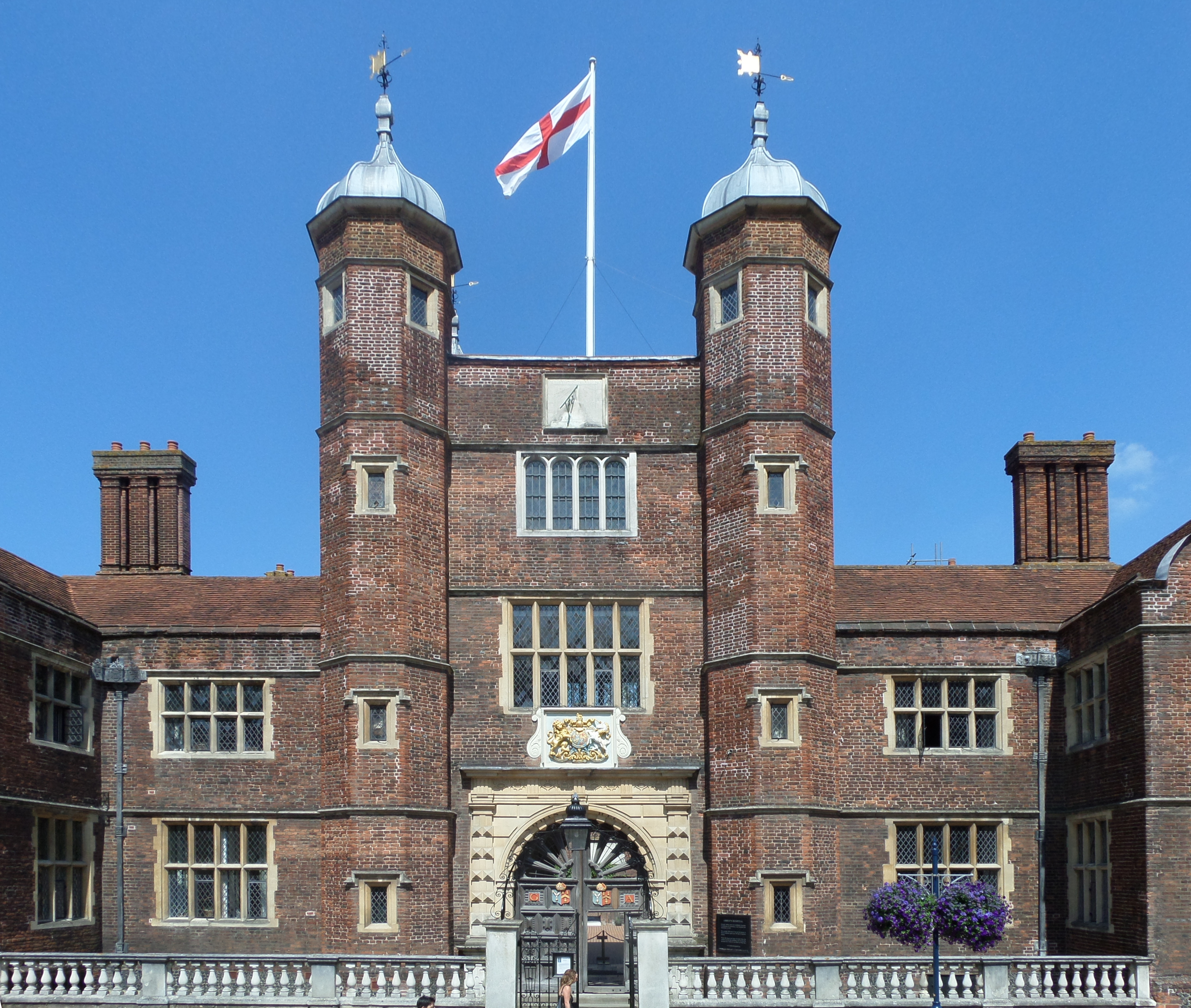
Abbots Hospital

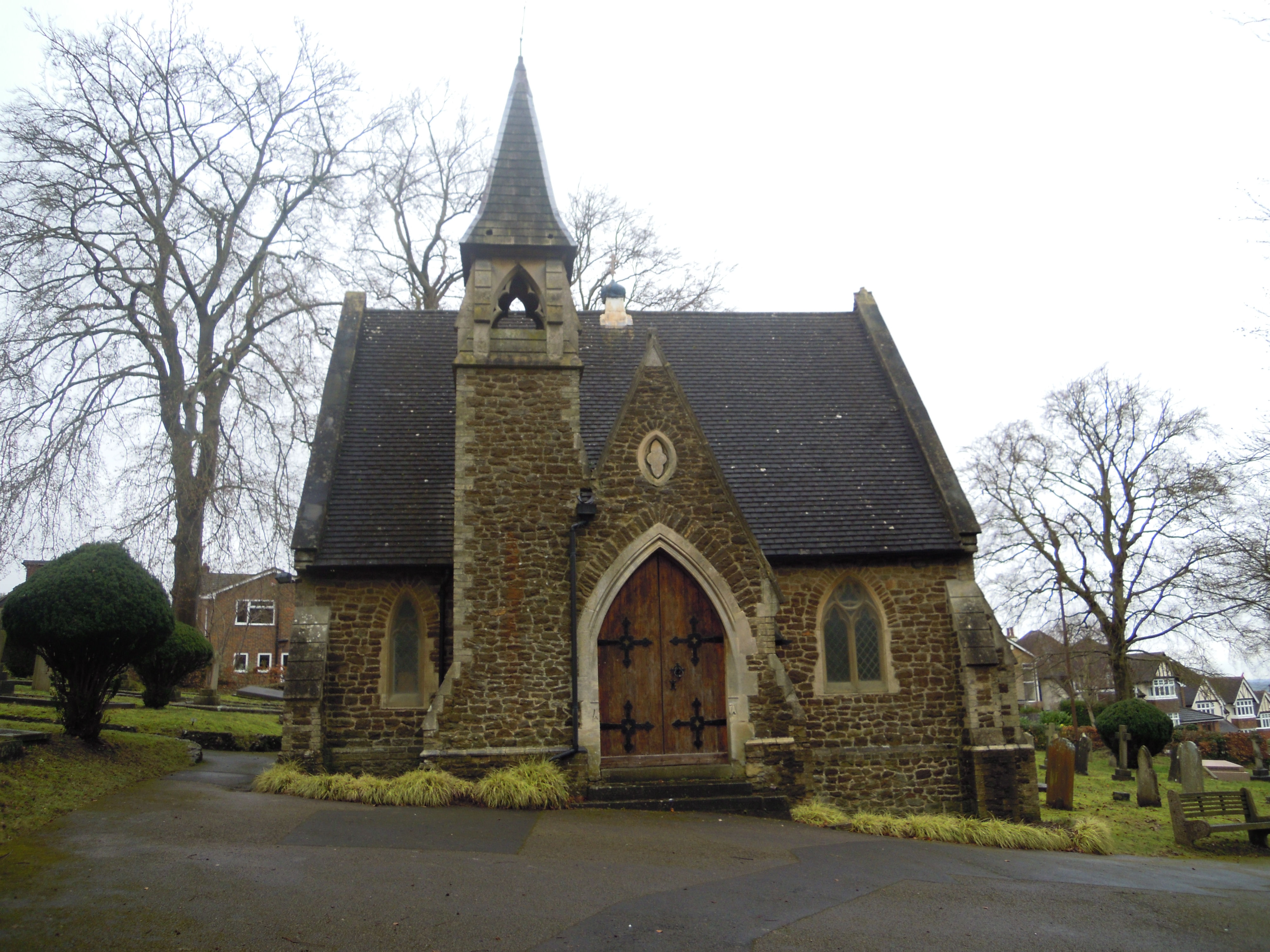
Església de la Trinitat

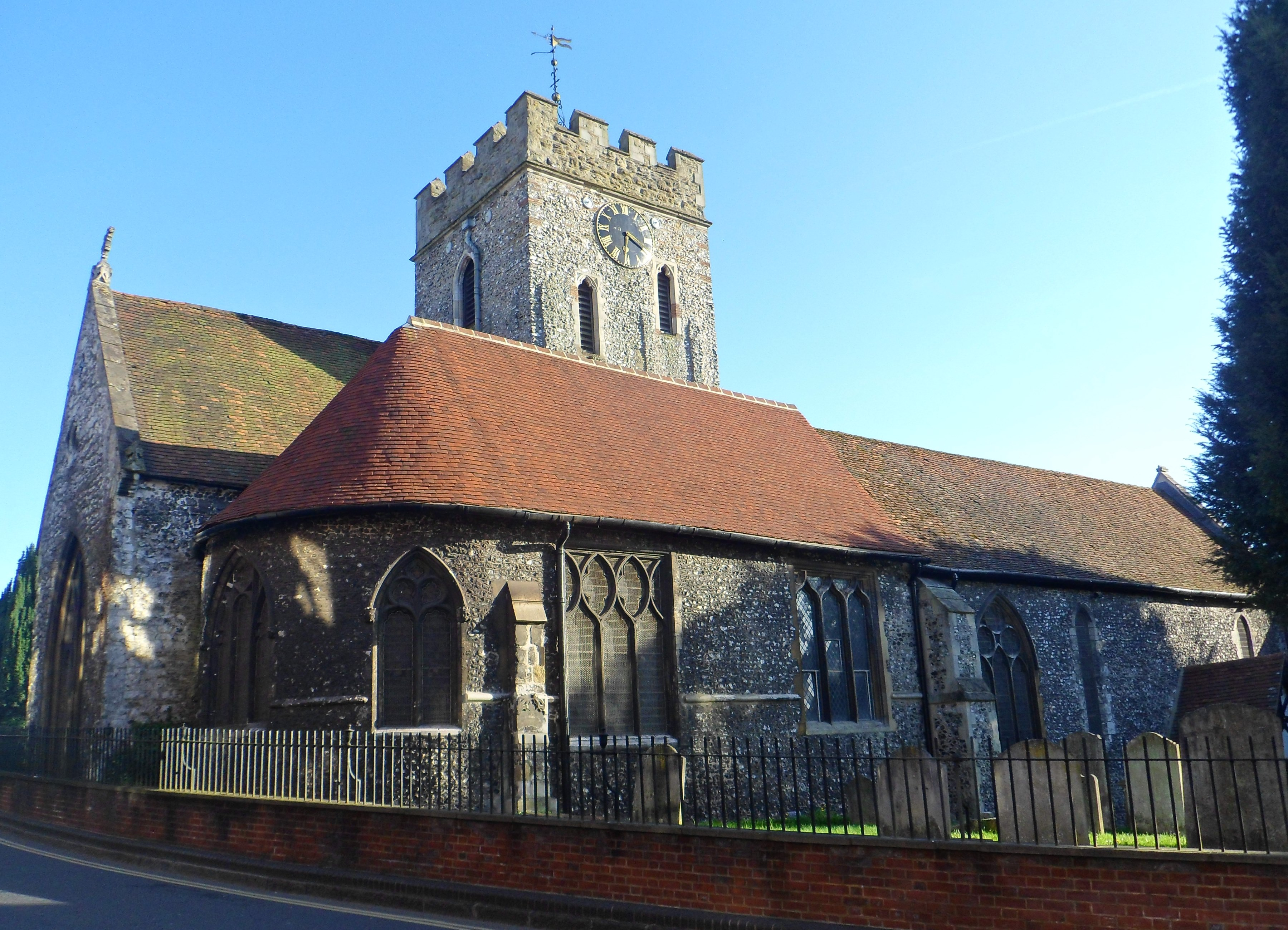
St Mary's Church

- El Guildhall, del segle xiv, que es va ampliar en els segles següents i el 1683 se li va afegir un rellotge a la façana principal.[18]
- La Royal Grammar School construïda el 1509. En un document del 1598 es diu que en aquesta escola es jugaven partits de criquet, la primera vegada en la història que s'esmenta aquest joc.[19]
- L'Abbot's Hospital, l'hospici del segle xvii que dues torres octogonals acabades en cúpules d'arc conopial i un bonic rellotge sobre el mur d'entrada al pati.[20]
- La catedral, d'arquitectura moderna.[21]
- L'església de la Sagrada Trinitat.
- L'església de St Mary, amb uns impressionants vitralls.
- L'església de St Nicholas.
- L'església de St Saviour, d'estil gòtic.
- L'església de sant Pere amb una teulada encreuada molt especial.
- L'església de sant Joan Evangelista.